# Villogorgia rubra
Villogorgia rubra är en korallart som beskrevs av Hiles 1899. Villogorgia rubra ingår i släktet Villogorgia och familjen Plexauridae. Inga underarter finns listade i Catalogue of Life.